# カトレンブルク＝リンダウ
カトレンブルク＝リンダウ (Katlenburg-Lindau) は、ドイツ連邦共和国ニーダーザクセン州ノルトハイム郡に属す町村（以下、本項では便宜上「町」と記述する）である。

## 地理

### 自治体の構成
カトレンブルク＝リンダウは以下の地区からなる。
- ベルカ
- エルファースハウゼン
- ギラースハイム
- カトレンブルク
- リンダウ
- ズーテローデ
- ヴァッヒェンハウゼン

### 地形
この町の村落の大部分は、ゾリング山地、ハルツ山地、アイクスフェルト地方に囲まれたルーメ川、オーダー川、ジュゼ川と行った川の渓谷沿いに位置している。周辺や濃い森と、主に農業に利用されている草地と耕地である。

## 歴史
現在のカトレンブルク＝リンダウの町は、1974年3月1日にそれまで独立した自治体であったカトレンブルク＝ドゥーム、リンダウ、ギラースハイム、ベルカ、エルファースハウゼン、ヴァッヒェンハウゼンとズーテローデが合併して成立した。

## 行政

### 議会
この町の議会は、20議席からなる。

## 文化と見所

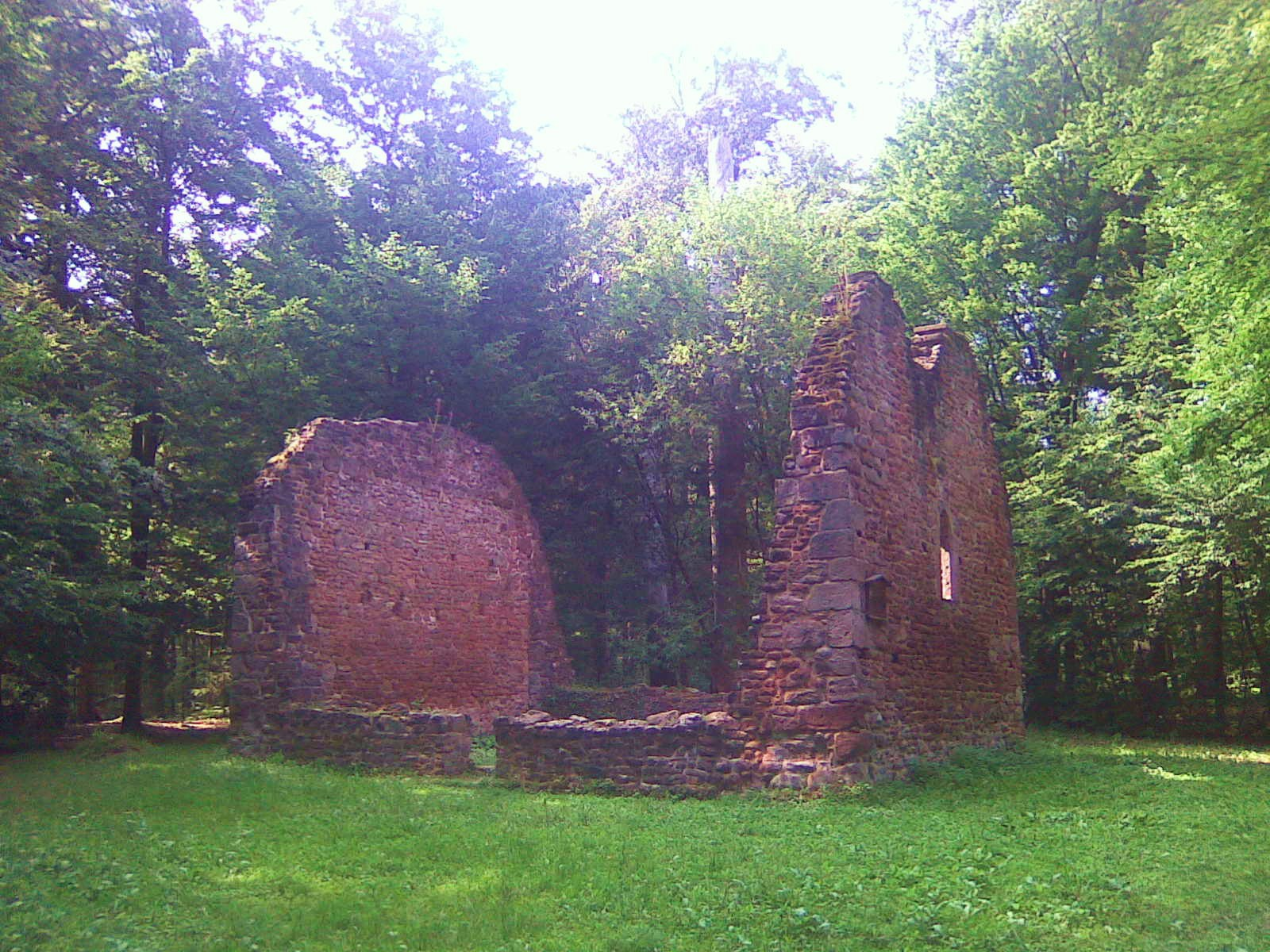
ライゼンベルクの教会跡

### 見所
- カトレンブルク城趾: カトレンブルク地区の名前の由来となった城砦跡。
- ムースハウス: リンダウにあった、かつての城砦施設の一部。
- モルトミューレ: 残酷な伝説がまつわる古い水車。
- ライゼンベルクの教会跡: ギラースハイム近郊にある何世紀も前の古い遺跡。
- ライゼンベルクの教会跡付近に遺る丘陵墓
- ギラースハイムの南に位置する保養地で自然保護地区になっているティーアスホイザー池
- ズーテローデ近郊の風致保護地区フーズマー・タール

### 教会
- クロイツ教会（プロテスタント、リンダウ）
- 聖ヨハネス教会（プロテスタント＝ルター派、カトレンブルク）
- 聖マルティーニ教会（プロテスタント、ベルカ）
- 聖ペーター・ウント・パウル教会（カトリック、リンダウ）
- 聖ヴァレンティーニ教会（プロテスタント、エルファースハウゼン）

かつては、カトレンブルクにもカトリックのヘルツ教会があったが、2009年に閉鎖された。

## 経済と社会資本
経済面では、手工業、工業、サービス業の中小企業がある。周辺では農業が高い比率を占めている。
カトレンブルクは通好みの果実酒（たとえば、コケモモ、サクランボ、キイチゴ、イチゴ）の産地である。これらの果実酒はとても人気があり、ラクレットやフォンデュに良く合う。

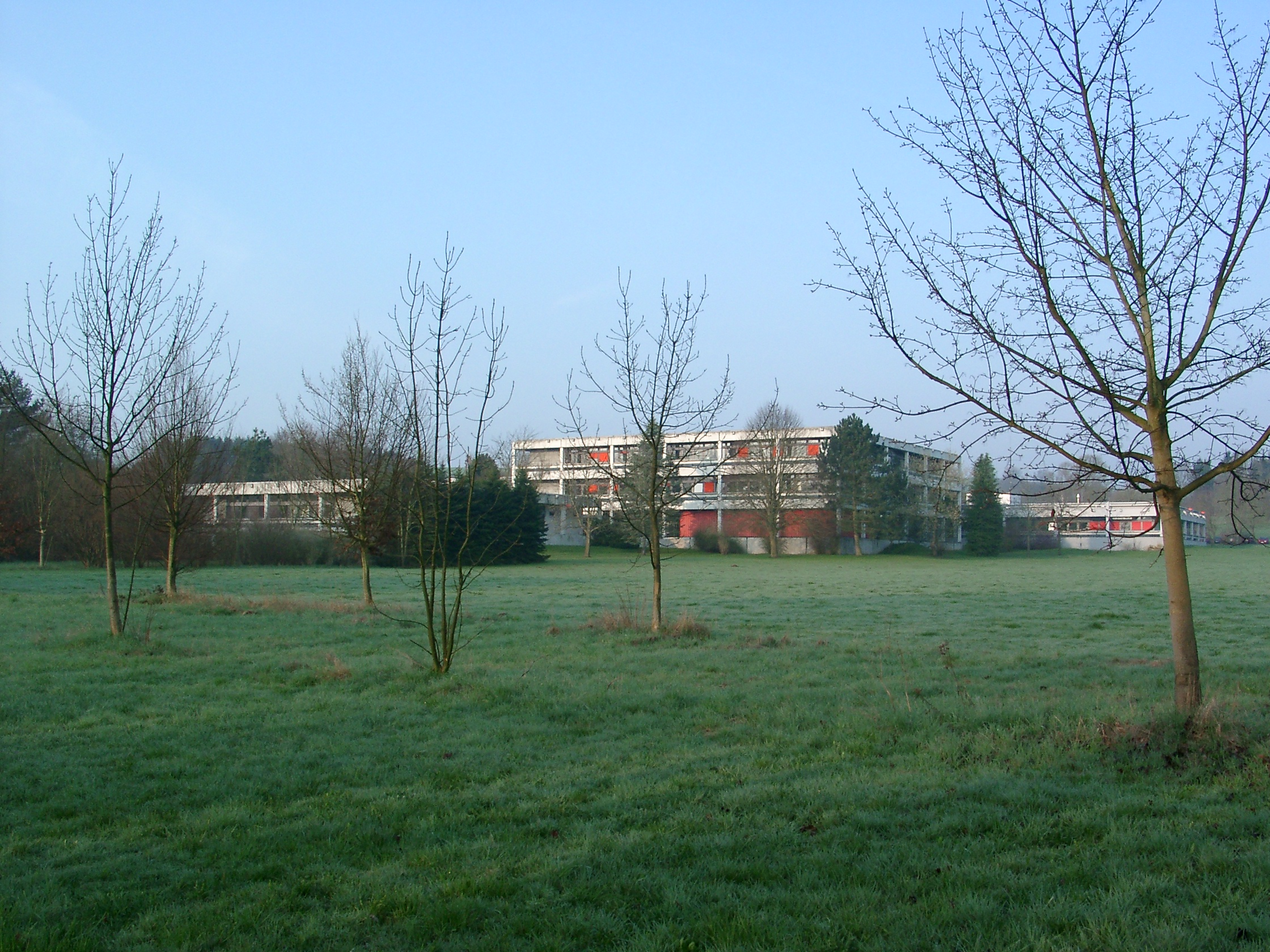
マックス・プランク太陽系研究所

### 公共機関
文化施設としては、公民館や祝祭ホールの他に、2つの図書館、4つの幼稚園、さらにはカトレンブルク余暇・教育館がある。
リンダウは、2014年までマックス・プランク太陽系研究所 (MPS) の所在地であった。研究所は2004年6月まではマックス・プランク超高層大気物理学研究所 (MPAE) と称していた。

### 教育
カトレンブルク＝リンダウにある学校は、
- ブルクベルクシューレ（カトレンブルク）
- ルーメタルシューレ・イン・リンダウ（本課程・実科学校）

### 交通
町の中央に連邦道B241号線とB247号線の交差点がある。カトレンブルクには、ノルトハイムからヘルツベルク・アム・ハルツへ至る鉄道の駅がある。

## 引用
1. ↑  Landesamt für Statistik Niedersachsen, LSN-Online Regionaldatenbank, Tabelle A100001G: Fortschreibung des Bevölkerungsstandes, Stand 31. Dezember 2023
2. ↑  https://www.mps.mpg.de/institut/geschichte